# Clermont-Ferrand
Clermont-Ferrand je město ve střední části Francie v departmentu Puy-de-Dôme a regionu Auvergne-Rhône-Alpes. Díky své výjimečné poloze ve Francouzském středohoří má Clermont-Ferrand strategickou pozici a leží na spojnici Francie a střední Evropy.

## Geografie
O Clermontu se říká, že byl zrozen z ohně, vody a vzduchu, jelikož je obklopen 80 sopkami (již nečinnými). Nejznámější z nich je Puy de Dôme, který ční nad městem. Hory vytváří srážkový stín, který z lokality vytváří jedno z nejsušších míst francouzského vnitrozemí. Hory také brání proudění od Atlantiku, takže je tu výrazně kontinentálnější počasí než u některých jiných nedalekých měst. Vede to k tomu, že je tu poměrně chladná zima a naopak velmi horké léto. Od listopadu do března běžně mrzne, většinu zim sněží a město je s ohledem na svou pozici v údolí často sužováno inverzí, zatímco okolní hory jsou zalité sluncem. V létě teploty naopak často atakují teploty kolem 35 °C (95 °F), časté jsou silné bouřky. Na severu regionu v Limagne se nacházejí rozsáhlá úrodná obilná pole.

## Historie

### Název
Původní název města zněl Augusta Nemetum, což bylo odvozeno od pojmenování návrší Nemossos, kde dnes stojí katedrála. Z tohoto vrchu byla kontrolována galská Avernie. V roce 848 dal celému městu název opevněný hrad Clarus Mons - Clermont. K němu bylo v roce 1731 připojeno malé biskupské městečko Montferrand. Dnešní město je tedy tvořeno původně dvěma samostatnými městy, jejichž spojení nařídil Ludvík XIII. a potvrdil Ludvík XV.

### Pravěk a starověk
Clermont patří k jedněm z nejstarších měst v celé Francii. První dochovaná zmínka pochází od řeckého geografa Strabóna, který jej nazval "metropolí Arvernů" (čímž myslel jejich oppidum či hlavní město kmene). Město se tehdy nazývalo nemessos - galský výraz pro posvátný les, a bylo umístěno na mohyle, kde se dnes nachází katedrála. Někde v blízkosti tohoto osídlení se pravděpodobně kolem roku 72 př. n. l. narodil arvernský náčelník Vercingetorix - muž, který později sjednotil galské kmeny proti římské invazi vedené Juliem Caesarem. K jejich střetu došlo nedaleko, na náhorní plošině Gergovia, kde v roce 52 př. n. l. byli Římané odraženi. Kolem přelomu letopočtu, po dobytí ŘÍmany, se město stalo známé jako Augustonemetum; toto jméno v sobě spojovalo původní galské pojmenování a jméno císaře Augusta. Jeho populace je ve 2. století n. l. odhadována na 15 000 - 30 000 obyvatel, což z něj ční jedno z největších měst římské Gálie. Následně je ve 3. století město nazváno Arvernis podle svých obyvatel, stejně jako se to stalo dalším galským městům v okolí.

### Středověk
Clermont-Ferrandd má vlastně dvě důležité historické fáze – antický Clermont a středověký Montferrand založený hrabětem d'Auvergne. Tato dvě města se vyvíjela paralelně.
V 5. století bylo v Arvernis zřízeno biskupství. Biskup Namatius, osmý nebo devátý biskup, zde vybudoval katedrálu zasvěcenou svatému Řehoři z Tours. Nicméně po odchodu Římanů procházelo město temným obdobím, což se nezměnilo po celý středověk. V raném středověku bylo terčem nájezdníků, kteří drancovali Římany opuštěnu Gálii. V letech 471 až 475 byla oblast Auvergne často cílem vizigótských výbojů a město bylo několikrát vydrancováno, jednou dokonce samotným Eurichem, jedním z nejvýznamnějších vizigótských panovníků. Přestože se ve městě tehdy již nacházelo křesťanské biskupství, bylo přičleněno do vizigótské říše. O generaci později se stalo součástí Francké říše.
8. listopadu 535 zde byl zahájen první clermontský koncil.
V roce 570 biskup Avitus nařídil místním židům, kterých bylo kolem 500, aby přijali křest, nebo z města odešli.
V roce 848 bylo město přejmenováno na Clairmont podle hradu Clarus Mons. V téhle době šlo o episkopální město, jemuž vládl biskup. Clermont nebyl ušetřen ani vikingských nájezdů v době, kdy karolínské impérium sláblo. Napaden byl Normany pod vedením Hasteina či Hastingena v roce 862 a 864, a pak znovu v roce 899 (podle některých pramenů až v roce 910).
Biskup Etiénne II. vybudoval novou románskou katedrálu, která byla vysvěcena v roce 946. Ta byla téměř celá nahrazena současnou gotickou katedrálou s unikátním vitrážním zdobením a nástěnnými malbami, ačkoliv krypty přečkaly a věže byly přebudovány až v 19. století.
Na druhém clermontském koncilu, konaném v roce 1095, vyhlásil papež Urban II. první křížovou výpravu, která odtud následně i vyrážela osvobodit Jeruzalém od muslimské nadvlády. Z této doby pochází také románská bazilika Notre-Dame-du-Port.
Po neustále se opakujících sporech mezi hrabaty z Auvergne a clermontskými biskupy, založila hrabata konkurenční město Montferrand na vyvýšenině nedaleko hradeb Clermontu a podle vzoru nových okolních měst, která v oblasti vyrostla v 12. a 13. století. Až do raného novověku zde existovala dvě oddělená města: biskupské město Clermont a hraběcí Montferrand, který je jedinečným obrazem města z XII. století.

### Novověk a současnost
V průběhu renesance a osvícenství město žilo čilým životem, z této doby se zde nachází přes 50 fontán. Socha Vercingetoriga od Bartholdiho je unikátní památkou, kterou mohou obdivovat i milovníci současného moderního umění.
V roce 1551 se Clermont stal královským městem a o šedesát let později, v roce 1610, se stal nedílnou součástí majetku francouzské koruny. 15. dubna 1630 se na základě Troyského ediktu obě města, Clermont a Montferrand, spojila. To bylo potvrzeno v roce 1731 Ludvíkem XV. podle tzv. Druhého ediktu. V tu dobu nebyl Montferrand víc než clermontským satelitem a tato neprestižní pozice mu vydržela až do začátku 20. století. Ve snaze znovu získat nezávislost Montferrand třikrát žádal o zrušení spojení - v roce 1789, 1848 a 1863.
Ve 20. století spojila dvě města výstavba michelinských továren a městských zahrad, které formovaly moderní Clermont-Ferrand, ačkoliv stará centra přežila a zejména Montferrand si udržuje vlastní silnou identitu.

## Turistika
V blízkosti města se nachází dva vulkanické národní přírodní parky: Přírodní regionální park Auvergneských sopek a Livradois-Forez. V srdci těchto parků leží mnoho jezer, hradů a římských památek. Vulcania je jediný evropský sopečný park, kde lze sledovat zrod sopky a její život.
Okolí Clermontu je rájem pro turistiku, cykloturistiku, paragliding, kluzáky.

## Vzdělání
- ESC Clermont Business School

## Vývoj počtu obyvatel
Počet obyvatel

## Sport
- Clermont Foot – fotbalový klub[1]

## Osobnosti města
- Avitus (385/95–457), západořímský císař v letech 455 až 456[2]
- Blaise Pascal (1623–1662), francouzský matematik, fyzik, teolog a náboženský filozof[3]
- Nicolas Chamfort (1741–1794), francouzský spisovatel, básník a dramatik[4]
- Édouard Michelin (1859–1940) a André Michelin (1853–1931), francouzští podnikatelé, zakladatelé firmy Michelin[5]
- Yves Dreyfus (1931–2021), francouzský sportovní šermíř[6]
- Patrick Depailler (1944–1980), francouzský automobilový závodník, pilot Formule 1[7]
- Dominique Perrault (* 1953), francouzský architekt[8]
- Gabriella Papadakisová (* 1995), francouzská krasobruslařka[9]
- Rémi Cavagna (* 1995), francouzský profesionální silniční cyklista[10]

## Partnerská města
- Salford, Spojené království (1966)
- Řezno, Německo (1969)
- Homel, Bělorusko (1977)
- Aberdeen, Spojené království (1983)
- Oviedo, Španělsko (1988)
- Norman, Spojené státy americké (1994)
- Bizerta, Tunisko (1998)
- Marrákeš, Maroko (1998)
- Braga, Portugalsko (1999)
- An-šan, Čína (2006)
- Oyem, Gabon (2006)
- Sivas, Turecko (2010)